# West Donegal Township
West Donegal Township est un township situé au nord-ouest du comté de Lancaster, en Pennsylvanie, aux États-Unis,. En 2010, il comptait une population de 8 260 habitants.

## Démographie
Lors du recensement de 2010, le township comptait une population de 8 260 habitants. Elle est estimée, en 2018, à 8 732 habitants.

### Source de la traduction
- (en) Cet article est partiellement ou en totalité issu de l’article de Wikipédia en anglais intitulé « West Donegal Township, Lancaster County, Pennsylvania » (voir la liste des auteurs).